# An der Hauptwache
Náměstí An der Hauptwache je ústředním bodem Frankfurtu nad Mohanem a je jedním z nejslavnějších náměstí města. Původní název Schillerplatz byl nahrazen v roce 1900.

## Samotné prostranství
Hauptwache je důležitým přestupním bodem U-Bahn (Metro) a S-Bahn (Příměstská železnice, v centru má charakter metra). Toto náměstí bylo několikrát přestavěno.
Náměstí obsahuje množství různých architektonických stylů. Mimo barokní Hauptwache jsou okolní budovy postaveny převážně v moderní architektuře z důvodu poškození starých budov válkou.

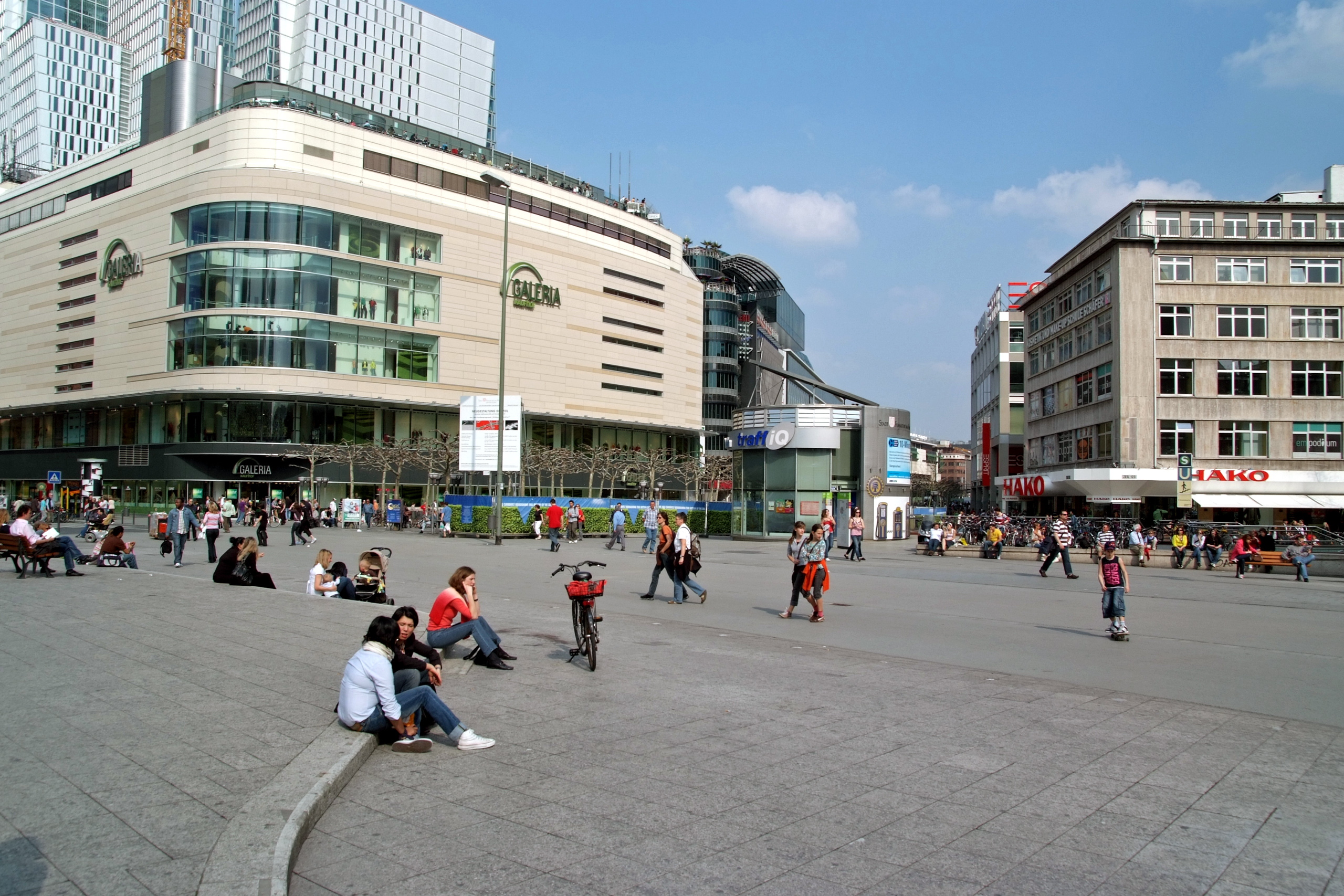
Obchodní dům Kaufhof